# CONCACAF Futsal Championship 2021
Il campionato nordamericano di calcio a 5 2021 (ufficialmente CONCACAF Futsal Championship 2021) è stato la 7ª edizione del torneo e si è disputato dal 3 al 9 maggio 2021 a Città del Guatemala, in Guatemala.

## Qualificazioni
Le vincenti dei 4 incontri di qualificazione si sarebbero qualificate alla fase finale. Gli incontri sono stati tuttavia cancellati.
| Squadra 1           | Totale | Squadra 2       | Andata | Ritorno |
| ------------------- | ------ | --------------- | ------ | ------- |
| Sint Maarten        | A      | Martinica       | -      | -       |
| Suriname            | B      | Guyana francese | -      | -       |
| Saint Kitts e Nevis | C      | Rep. Dominicana | -      | -       |
| Nicaragua           | D      | Porto Rico      | -      | -       |

### Andata
| Città del Guatemala 1º maggio 2020 | Sint Maarten | – | Martinica | Domo Polideportivo |

| Città del Guatemala 1º maggio 2020 | Suriname | – | Guyana francese | Domo Polideportivo |

| Città del Guatemala 1º maggio 2020 | Saint Kitts e Nevis | – | Rep. Dominicana | Domo Polideportivo |

| Città del Guatemala 1º maggio 2020 | Nicaragua | – | Porto Rico | Domo Polideportivo |

### Ritorno
| Città del Guatemala 2 maggio 2020 | Martinica | – | Sint Maarten | Domo Polideportivo |

| Città del Guatemala 2 maggio 2020 | Guyana francese | – | Suriname | Domo Polideportivo |

| Città del Guatemala 2 maggio 2020 | Rep. Dominicana | – | Saint Kitts e Nevis | Domo Polideportivo |

| Città del Guatemala 2 maggio 2020 | Porto Rico | – | Nicaragua | Domo Polideportivo |

## Squadre qualificate
| Qualificate       | Così dalle qualificazioni                      | Pres. | Miglior risultato                      |
| ----------------- | ---------------------------------------------- | ----- | -------------------------------------- |
| Guatemala         | Nazione ospitante                              | 5ª    | Campione (2008)                        |
| Panama            | 2ª nel CONCACAF Futsal Ranking                 | 5ª    | Secondo posto (2016)                   |
| Costa Rica        | Campione del CONCACAF Futsal Championship 2016 | 7ª    | Campione (2000, 2012, 2016)            |
| Cuba              | 4ª nel CONCACAF Futsal Ranking                 | 7ª    | Secondo posto (1996, 2000, 2004, 2008) |
| Messico           | 5ª nel CONCACAF Futsal Ranking                 | 7ª    | Terzo posto (1996)                     |
| Stati Uniti       | 6ª nel CONCACAF Futsal Ranking                 | 6ª    | Campione (1996, 2004)                  |
| Trinidad e Tobago | 7ª nel CONCACAF Futsal Ranking                 | 3ª    | Fase a gironi (2004, 2008)             |
| Canada            | 9ª nel CONCACAF Futsal Ranking                 | 3ª    | Fase a gironi (2012, 2016)             |
| El Salvador       | 11ª nel CONCACAF Futsal Ranking                | 2ª    | Fase a gironi (1996)                   |
| Haiti             | 14ª nel CONCACAF Futsal Ranking                | 2ª    | Fase a gironi (2008)                   |
| Suriname          | Spareggio B                                    | 3ª    | Fase a gironi (2000, 2004)             |
| Rep. Dominicana   | Spareggio C                                    | 1ª    | Esordiente                             |
| Nicaragua         | Spareggio D                                    | 2ª    | Fase a gironi (2000)                   |

## Sorteggio
Il sorteggio dei gironi si è svolto il 20 febbraio 2020 a Miami, negli USA. Alle 12 migliori squadre del ranking si uniscono le 4 vincitrici degli spareggi. Le 16 squadre sono state divise in 4 gironi da quattro squadre ciascuno. Le squadre della 1ª e della 4ª urna erano già state assegnate ai rispettivi gironi ancor prima del sorteggio. Il 12 aprile 2021, con le rinunce di Guyana Francese, Martinica, Guadalupa e Curaçao, i gironi sono stati ritoccati dalla CONCACAF.
| 1ª urna                                              | 2ª urna                                      | 3ª urna                             | 4ª urna |
| ---------------------------------------------------- | -------------------------------------------- | ----------------------------------- | --- |
| Guatemala (A1) Panama (B1) Costa Rica (C1) Cuba (D1) | Messico Stati Uniti Trinidad e Tobago Canada | Curaçao El Salvador Guadalupa Haiti | Vincitore spareggio A (A4) Vincitore spareggio B (B4) Vincitore spareggio C (C4) Vincitore spareggio D (D4) |

## Fase a gironi
Tutti gli orari sono espressi nel fuso orario locale (CST, UTC+6).

### Gruppo A
| Squadra           | Pti | G | V | N | P | GF | GS | DR |
| ----------------- | --- | - | - | - | - | -- | -- | -- |
| Guatemala         | 6   | 2 | 2 | 0 | 0 | 8  | 5  | +3 |
| Rep. Dominicana   | 3   | 2 | 1 | 0 | 1 | 8  | 6  | +2 |
| Trinidad e Tobago | 0   | 2 | 0 | 0 | 2 | 5  | 10 | -5 |

| Arbitri: | Josh Wilkens Francisco Cedeño |

|                         |           |                                                  |
| Gomez 14’ Dominguez 27’ | Marcatori | 3’ Aguilar 18’ Sandoval 19’ Alay 30’ P. González |

| Arbitri: | Yeraldin Araya Francisco Cedeño |

|                        |           |                                                      |
| George 32’ Neptune 39’ | Marcatori | 5’, 33’, 35’ Gomez 25’ Alvarez 27’ Lopez 40’ Cestero |

| Arbitri: | Dunia Aguilera Francisco Lopez |

|                                              |           |                           |
| Aguilar 11’, 39’ Mansilla Ramos 12’ Ruíz 21’ | Marcatori | 9’, 33’ Benny 16’ Neptune |

### Gruppo B
| Squadra  | Pti | G | V | N | P | GF | GS | DR  |
| -------- | --- | - | - | - | - | -- | -- | --- |
| Panama   | 6   | 2 | 2 | 0 | 0 | 16 | 5  | +11 |
| Suriname | 3   | 2 | 1 | 0 | 1 | 6  | 15 | -9  |
| Messico  | 0   | 2 | 0 | 0 | 2 | 8  | 10 | -2  |

| Arbitri: | Reiner Solis José Barrera |

|           |           | |
| Milito 5’ | Marcatori | 2’ Hinks 3’, 16’ Castrellon 13’, 27’ Del Rosario 18’, 29’ Ortiz 26’, 37’ (rig.), 37’ (rig.) Pérez 36’ Campos |

| Arbitri: | Ahmed Alvarez Joel Cuba |

|                                     |           |                                                                       |
| Paniagua 5’, 33’ Soltero 6’ Atri 9’ | Marcatori | 12’ Sastromedjo 16’ Maatrijk 18’ Doesburg 25’ (aut.) Sánchez 39’ Pita |

| Arbitri: | Carlos González Adrian Martinez |

|                                                    |           |                                            |
| Hinks 3’ Pérez 13’, 29’, 39’ (rig.) Castrellon 33’ | Marcatori | 11’ Paniagua 12’ Limon 20’ Vences 35’ Atri |

### Gruppo C
| Squadra    | Pti | G | V | N | P | GF | GS | DR  |
| ---------- | --- | - | - | - | - | -- | -- | --- |
| Costa Rica | 6   | 2 | 2 | 0 | 0 | 12 | 1  | +11 |
| Canada     | 3   | 2 | 1 | 0 | 1 | 5  | 7  | -2  |
| Haiti      | 0   | 2 | 0 | 0 | 2 | 2  | 11 | -9  |

| Arbitri: | Carlos Gonzalez Brenda Valdez |

|  |           |                                                                 |
|  | Marcatori | 2’, 4’, 20’ Cabalceta 19’ Cordero 23’, 38’ Tijerino 37’ Guevara |

| Arbitri: | Dunia Aguilera Oscar González |

|                                                    |           |                      |
| Graham 33’ Bennett 37’ Mlah 40’ Dicko-Raynauld 40’ | Marcatori | 16’ Monfort 20’ Syla |

| Arbitri: | Jorge Flores Israel Davila |

|                                                         |           |             |
| Guevara 5’ Garro 6’, 35’ (rig.) Rodríguez 8’ Vargas 20’ | Marcatori | 35’ Bennett |

### Gruppo D
| Squadra     | Pti | G | V | N | P | GF | GS | DR |
| ----------- | --- | - | - | - | - | -- | -- | -- |
| Stati Uniti | 7   | 3 | 2 | 1 | 0 | 9  | 5  | +4 |
| El Salvador | 7   | 3 | 2 | 1 | 0 | 8  | 4  | +4 |
| Nicaragua   | 3   | 3 | 1 | 0 | 2 | 8  | 10 | -2 |
| Cuba        | 0   | 3 | 0 | 0 | 3 | 4  | 10 | -6 |

| Arbitri: | Ronny Castro Josue Molina |

|             |           |                                                   |
| Moratón 32’ | Marcatori | 17’ Downs 29’ Kripp 32’ (aut.) Marrero 38’ Zepeda |

| Arbitri: | Diego Lopez Ricardo Lay |

|            |           |           |
| Maciel 28’ | Marcatori | 19’ Muñoz |

| Arbitri: | Christopher Grabas Manual Rosario |

|                        |           |              |
| Solís 27’ Sandoval 32’ | Marcatori | 13’ Castillo |

| Arbitri: | Francisco Rivera Erick Coello |

|                    |           |                                        |
| Corea 33’ Luna 35’ | Marcatori | 5’, 31’ Klepal 18’ Buenfil 40’ Pondeca |

| Arbitri: | Roberto López Diego Molina |

|                                                  |           |                       |
| Gómez 18’ Díaz 19’ Chávez 26’ Contreras 34’, 37’ | Marcatori | 18’ Kripp 30’ Salinas |

| Arbitri: | Ronny Castro Ricardo Lay |

|                         |           |                                       |
| Marrero 4’ Castillo 23’ | Marcatori | 12’, 20’, 33’ Escobar 40’ L. González |

## Fase a eliminazione diretta
Tutti gli orari sono espressi nel fuso orario locale (CST, UTC+6).

### Tabellone
|  | Quarti di finale | Quarti di finale |                   |                 | Semifinali                | Semifinali                |  |  | Finale | Finale |
|  |                  |                  |                   |                 |                           |                           |  |  |        |        |
|  |                  |                  |                   |                 |                           |                           |  |  |        |        |
|  |                  |                  |                   |                 |                           |                           |  |  |        |        |
|  | Panama (dtr)     | 1 (4)            |                   |                 |                           |                           |  |  |        |        |
|  | Panama (dtr)     | 1 (4)            |                   |                 |                           |                           |  |  |        |        |
|  | Canada           | 1 (3)            |                   |                 |                           |                           |  |  |        |        |
|  | Canada           | 1 (3)            | Panama            | 1               |                           |                           |  |  |        |        |
|  |                  |                  | Panama            | 1               |                           |                           |  |  |        |        |
|  |                  | Costa Rica       | 3                 |                 |                           |                           |  |  |        |        |
|  | Costa Rica       | Costa Rica       | 3                 | 12              |                           |                           |  |  |        |        |
|  | Costa Rica       |                  |                   | 12              |                           |                           |  |  |        |        |
|  | Suriname         | 1                |                   |                 |                           |                           |  |  |        |        |
|  | Suriname         | 1                | Costa Rica        | 3               |                           |                           |  |  |        |        |
|  |                  |                  | Costa Rica        | 3               |                           |                           |  |  |        |        |
|  |                  | Stati Uniti      | 2                 |                 |                           |                           |  |  |        |        |
|  | Stati Uniti      | Stati Uniti      | 2                 | 2               |                           |                           |  |  |        |        |
|  | Stati Uniti      |                  |                   | 2               |                           |                           |  |  |        |        |
|  | Rep. Dominicana  | 0                |                   |                 |                           |                           |  |  |        |        |
|  | Rep. Dominicana  | 0                | Stati Uniti (dtr) | 2 (5)           | Finale per il terzo posto | Finale per il terzo posto |  |  |        |        |
|  |                  |                  | Stati Uniti (dtr) | 2 (5)           | Finale per il terzo posto | Finale per il terzo posto |  |  |        |        |
|  |                  | Guatemala        | 2 (4)             |                 |                           |                           |  |  |        |        |
|  | Guatemala (dtr)  | Guatemala        | 2 (4)             | 3 (4)           | Panama                    | 2                         |  |  |        |        |
|  | Guatemala (dtr)  |                  |                   | 3 (4)           | Panama                    | 2                         |  |  |        |        |
|  | El Salvador      | 3 (3)            |                   | Guatemala (dts) | 3                         |                           |  |  |        |        |
|  | El Salvador      | 3 (3)            |                   |                 | 3                         |                           |  |  |        |        |
|  |                  |                  |                   |                 |                           |                           |  |  |        |        |
|  |                  |                  |                   |                 |                           |                           |  |  |        |        |

### Quarti di finale
| Arbitri: | Yeraldin Araya Diego Molina |

|                       |           |  |
| Araujo 3’ Pondeca 27’ | Marcatori |  |

| Arbitri: | Carlos González Jorge Flores |

|                                              |                      |                                              |
| Ortiz 20’                                    | Marcatori            | 27’ Bennett                                  |
| Milord Castrellon Pérez Del Rosario Maquensi | Tiri di rigore 4 – 3 | Belguendouz Leconte Renaud Rodriguez Bennett |

| Arbitri: | Josh Wilkens José Barrera |

| |           |            |
| Cordero 7’ (rig.), 15’ Benali 7’ (aut.) Rodríguez 7’, 8’, 40’ Cubillo 26’ Gamboa 27’, 35’, 37’ Fonseca 31’ Cabalceta 39’ | Marcatori | 17’ Esajas |

| Arbitri: | Roberto López Ricardo Lay |

|                                              |                      |                                         |
| Mansilla Ramos 34’ Alvarado 40’, 46’         | Marcatori            | 19’ Contreras 28’ Martínez 47’ Sandoval |
| Alay Santizo Aguilar Mansilla Ramos Alvarado | Tiri di rigore 4 – 3 | Solís Muñoz Sandoval Aguilar Martínez   |

### Semifinali
| Arbitri: | Josh Wilkens Francisco Rivera |

|           |           |                              |
| Pérez 20’ | Marcatori | 32’, 34’ Gómez 34’ Cabalceta |

| Arbitri: | Ronny Castro Jorge Flores |

|                                                                  |                      |                                                              |
| L. González 8’ Klepal 46’                                        | Marcatori            | 21’ Mansilla Ramos 44’ Santizo                               |
| Mattos Maciel Klepal L. González Ventura-Junior Sobreira Buenfil | Tiri di rigore 5 – 4 | Alay Santizo Aguilar Mansilla Ramos Alvarado Ruiz Campaignac |

### Finale 3º posto
| Arbitri: | Yeraldín Araya José Barrera |

|                            |           |                                         |
| Ortiz 31’ Pérez 36’ (rig.) | Marcatori | 3’ Alvarado 32’ Enríquez 49’ Campaignac |

### Finale
| Arbitri: | Carlos González Roberto López |

|                            |           |                          |
| Gómez 12’, 19’ Cordero 14’ | Marcatori | 6’ L. González 16’ Reget |

## Campione
COSTA RICA
(4º titolo)

## Classifica marcatori
8 reti
- Carlos Pérez

5 reti
- Minor Cabalceta

4 reti
- Juan Cordero
- Daniel Gómez

- Pablo Rodríguez
- Abdiel Ortiz

- Marco Gomez

3 reti
- Ian Bennett
- Enmanuel Gamboa
- Rodrigo Contreras
- Alan Aguilar

- Roberto Alvarado
- José Mansilla Ramos
- Cesar Paniagua
- Abdiel Castrellon

- Julian Escobar
- Luciano González
- Jeremy Klepal

2 reti
- Gilberth Garro
- José Guevara
- Milinton Tijerino
- Ricardo Castillo

- David Sandoval
- Abraham Atri
- Lester Kripp
- Nagdiel Del Rosario

- Oscar Hinks
- Tomas Pondeca
- Che Benny
- Jameel Neptune

1 rete
- Bila Dicko-Raynauld
- Damion Graham
- Safwane Mlah
- Edwin Cubillo
- Victor Fonseca
- César Vargas
- Alejandro Marrero
- Roger Moratón
- Víctor Chávez
- Marvin Díaz
- Pedro Gómez
- Erick Martínez
- Samuel Muñoz
- Alan Solís
- Alex Alay
- Fernando Campaignac

- Walter Enríquez
- Pablo González
- Wanderley Ruiz
- Marvin Sandoval
- Edgar Santizo
- Bernick Monfort
- Mitchell Syla
- Miguel Limon
- Daniel Soltero
- Miguel Vences
- Bryan Corea
- Kreyton Downs
- Patrick Luna
- Nelson Salinas
- Juan Zepeda
- Aquiles Campos

- Ricardo Alvarez
- Marselle Cestero
- Steven Dominguez
- Guillermo Lopez
- Raphael Araujo
- Eduardo Buenfil
- Everson Maciel
- Zach Reget
- Nazario Doesburg
- Murgillio Esajas
- Gillian Maatrijk
- Brewster Milito
- Roche Pita
- Vangellino Sastromedjo
- Keston George

1 autorete
- Alejandro Marrero (pro Nicaragua)

- Eddie Sánchez (pro Suriname)

- Faustino Benali (pro Costa Rica)

## Classifica finale
| Squadre qualificate alla FIFA Futsal World Cup 2021 |

| Rank    | Team              |
| ------- | ----------------- |
| Oro     | Costa Rica        |
| Argento | Stati Uniti       |
| Bronzo  | Guatemala         |
| 4       | Panama            |
| 5       | El Salvador       |
| 5       | Canada            |
| 5       | Rep. Dominicana   |
| 5       | Suriname          |
| 9       | Messico           |
| 9       | Trinidad e Tobago |
| 9       | Nicaragua         |
| 9       | Haiti             |
| 13      | Cuba              |

## Squadre qualificate al campionato mondiale
Le seguenti squadre si sono qualificate alla FIFA Futsal World Cup 2021:
| Qualificate | Pres. | Ult. | Miglior risultato                      |
| ----------- | ----- | ---- | -------------------------------------- |
| Stati Uniti | 6ª    | 2008 | 2º posto (1992)                        |
| Panama      | 3ª    | 2016 | Ottavi di finale (2012)                |
| Costa Rica  | 5ª    | 2016 | Ottavi di finale (2016)                |
| Guatemala   | 5ª    | 2016 | Fase a gironi (2000, 2008, 2012, 2016) |